# الأولاد السودانيون المفقودون
تحالف الأولاد السودانيين المفقودين هو الاسم الذي أطلق على مجموعة تضم أكثر من 20.000 فتى من مجموعتي النوير والدينكا العرقيتين. وقد تشرد هؤلاء الأولاد أو تيتموا خلال الحرب الأهلية السودانية الثانية (1987-2005) حيث قُتل حوالي مليوني شخص وتضرر آخرون بشدة. تم استخدام الاسم «تحالف الأولاد السودانيين المفقودين» بشكل عام من قبل عمال الإغاثة في مخيمات اللاجئين حيث يقيم الصبيان في أفريقيا. يعتقد الكثيرون أن المصطلح مستمد في البداية من قصة أطفال بيتر بان. تم إحياء المصطلح، حيث فر الأطفال من عنف جنوب السودان بعد الاستقلال مع السودان خلال 2011-13.
شرع الصبيان في رحلات غادرة إلى مخيمات اللاجئين في إثيوبيا حيث تم إيواؤهم لبضع سنوات. وسرعان ما بدأت برامج إعادة التوطين الرسمية في جميع أنحاء الولايات المتحدة. عُرض على الأولاد المفقودين حياة جديدة في المدن الأمريكية الكبرى.

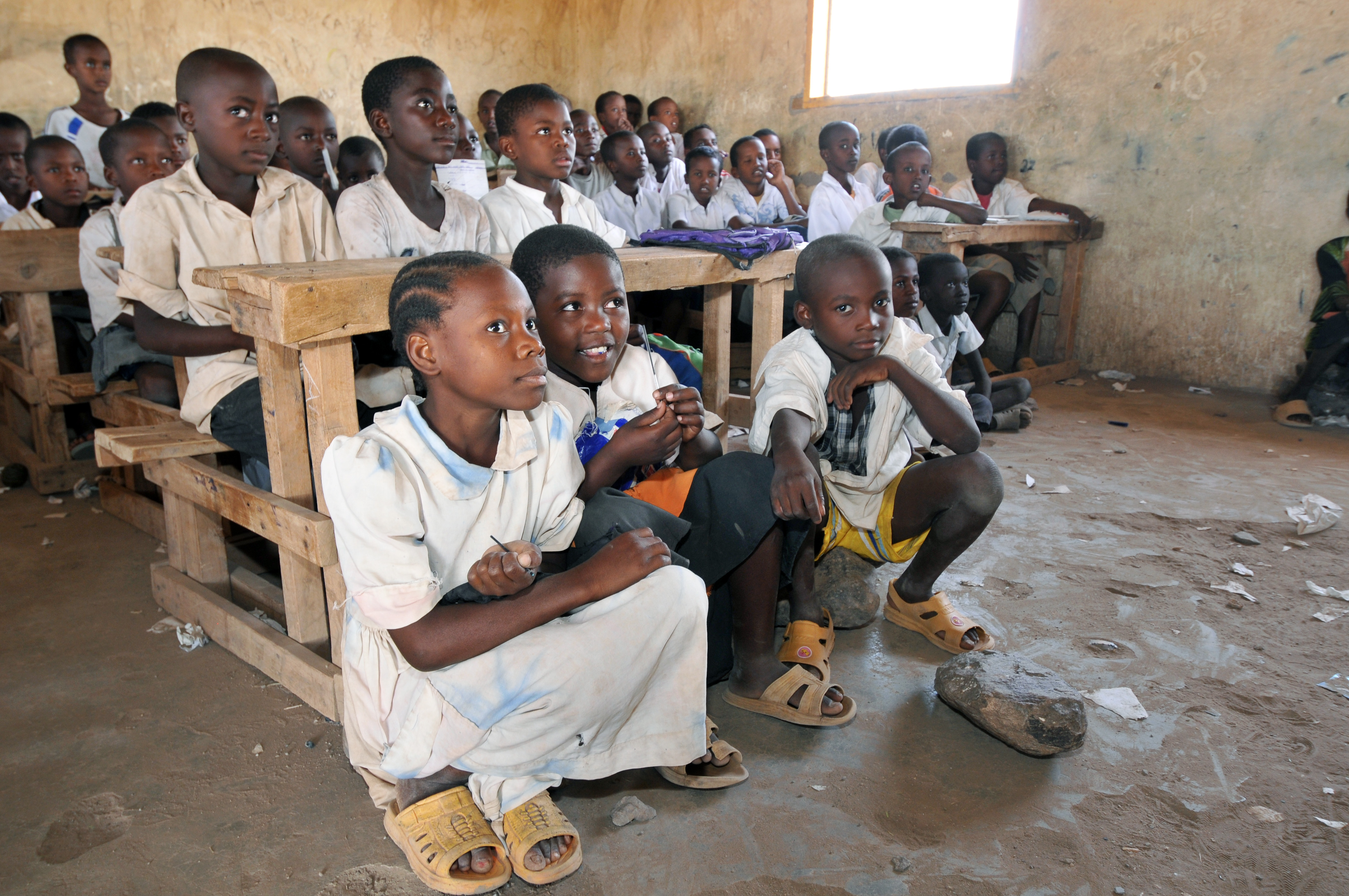
(تقرير الرصد العالمي للتعليم للجميع لعام 2011) - أطفال المدارس في مخيم كاكوما للاجئين، كينيا 1، حيث تم إعادة توطين العديد من الأولاد والبنات الضائعين بشكل مؤقت أو دائم

## التاريخ

### الصراع السوداني
نشأ الصراع السوداني، الذي حرض على رحلة الأولاد الضائعين، من الانقسامات بين الشماليين الإسلاميين الناطقين بالعربية والمسيحيين والروم الكاثوليك والأديان الأصلية في الجنوب. بعد استقلال السودان عن بريطانيا عام 1956، أصبحت هذه الانقسامات مثيرة للجدل. كانت المنطقة الشمالية من البلاد في المقام الأول مسلمة، والتي تتناقض أيديولوجيًا وثقافيًا مع الديانات المسيحية والرومانية الكاثوليكية والديانات الأصلية والملحدين الذين كانوا أكثر انتشاراً في الجنوب. في أذهان الشماليين، كان الجنوب مكانًا شرعيًا للمحادثة لأن الدين المسيحي يشجع العلمنة. يشكل الدين هوية لكل جانب، مما يجعل النزاع شخصيًا للغاية لجميع المعنيين. علاوة على ذلك، كان سكان الشمال يتحدثون العربية في المقام الأول، بينما كان الجنوب يضم سكانًا يتحدثون الإنجليزية. سيطر الشماليون الإسلاميون على الحكومة السودانية الجديدة الذين سعوا إلى التعريب وجعل الجنوب دولة إسلامية، والتي ارتبطت في السابق أكثر بعرقهم الأفريقي بدلاً من العرب. بالإضافة إلى ذلك، عزز الصراع العناصر الاقتصادية. على الرغم من أن الشمال كان لديه المزيد من المراكز الحضرية للأمة، فقد اعتمدوا بشكل كبير على الموارد الطبيعية مثل النفط والمعادن الموجودة في المنطقة الجنوبية. تعارضت مصالح الأعمال الشمالية في استخراج هذه الموارد مع مصالح المزارعين الجنوبيين في حماية وامتلاك أراضيهم الخاصة للزراعة. وبشكل عام، خلقت هذه الهويات والمصالح المتنافسة حربًا أهلية منظمة استمرت لأكثر من عقدين.

### الحرب السودانية
خلال الحرب الأهلية السودانية الثانية، كان الأطفال غير قادرين على إعالة أنفسهم بشكل كاف وعانوا بشدة من آثار الحرب. فقد تيتم العديد من الأطفال أو انفصلوا عن أسرهم بسبب الهجمات المنهجية للإبادة الجماعية في الجزء الجنوبي من البلاد. كان بعض الأطفال قادرين على تجنب الأسر أو الموت لأنهم كانوا بعيدين عن قراهم التي ترعى الماشية في مخيمات الماشية (أرض الرعي الواقعة بالقرب من المسطحات المائية حيث يتم أخذ الماشية ورعايتها إلى حد كبير من قبل أطفال القرية خلال موسم الجفاف) وكانوا قادرين على الفرار والاختباء في الأدغال الأفريقية الكثيفة. تم تجنيد بعض القاصرين غير المصحوبين من قبل القوات المتمردة في الجنوب الإسلامي وتم استخدامهم كجنود في جيش المتمردين، في حين تم تسليم آخرين إلى الدولة الإسلامية من قبل عائلاتهم لضمان الحماية والغذاء وتحت انطباع زائف سيذهب الطفل إلى المدرسة. كان الأطفال مهمشين للغاية خلال هذه الفترة. ونتيجة لذلك، بدأوا في التكتل وتنظيم أنفسهم في محاولة للفرار من البلاد والحرب.

### الصعوبات
بدافع فقدان والديهم وحاجتهم إلى العثور على الغذاء والأمان من الصراع فر ما يقدر بنحو 20.000 صبي من ريف جنوب السودان إلى الحدود مع إثيوبيا وكينيا. وقد سافر الكثير منهم سيرًا على الأقدام في مجموعات كبيرة من الأولاد. قد تصل الرحلة من جنوب السودان إلى أقرب مخيم للاجئين إلى آلاف الأميال. تراوحت الرحلات بين فترة أسابيع وسنتين أو أكثر. في كثير من الأحيان، سافر الأطفال بدون ممتلكات إلى جانب الملابس على ظهورهم. غالبًا ما اعتمد الأولاد على صدقة القرى التي مروا بها للحصول على الطعام والضروريات وعلاج المرضى. ومع ذلك، كان معظم سفرهم في مناطق منعزلة ذات بنية تحتية قليلة جدًا. غالبًا ما يتم تنظيم مجموعات الأولاد وقيادتها من قبل أكبر فتى في المجموعة، والذي يمكن أن يكون شابًا صغيرًا أو أحيانًا لا يتجاوز عمره 10 أو 12 عامًا.
كان الأولاد المفقودون في هذه الهجرة في المتوسط يعانون من سوء التغذية الشديد، حيث تم الحصول على الغذاء من خلال التبرعات من القرى التي صادفوها على طول الطريق والصيد والسرقة. وكانوا أيضًا عرضة للإجهاد الحراري والالتهاب الرئوي والملاريا والأمراض الأخرى التي لم يكن لديهم سوى القليل من وسائل الوقاية أو العلاج. وأشارت التقديرات إلى أن أكثر من نصف المهاجرين الشباب لقوا حتفهم خلال رحلتهم بسبب المجاعة والجفاف والمرض والهجمات التي شنتها الحيوانات البرية وجنود العدو. وزاد من خطورة هذه الظروف جنود جيش التحرير الشعبي السوداني، الذين يهاجمون الصبية أو يجندونهم قسرًا كجنود أطفال . قدر الجيش الشعبي أن 1200 طفل تم تجنيدهم من مجموعات من الأطفال النازحين، على الرغم من أنهم ينكرون إجبار أي منهم على الصراع. يقول الخبراء إن الصبيان الضائعون هم أكثر الأطفال الذين تعرضوا لصدمات الحرب على الإطلاق.
كانت رحلة الأولاد الضائعين مليئة بالمعاناة والمجهول حيث نادرا ما عرف الصبيان الاتجاه الذي كانوا يسيرون فيه.

### الوصول إلى مخيمات اللاجئين
في البداية، ذهب معظم الأولاد الفارين إلى مخيم للاجئين في إثيوبيا، إلا أن الحرب في عام 1991 أدت إلى فرار الأولاد مرة أخرى إلى مخيم آخر للاجئين يدعى كاكوما، والذي يقع في كينيا. وقد تم الترحيب بوصول الأولاد الضائعين إلى مخيمات اللاجئين في إثيوبيا وكينيا بدرجات متفاوتة. كان من الصعب على المخيمات توفير الغذاء الكافي لمئات الفتيان الذين يصلون يوميًا. وكثيرا ما كانت المفوضية السامية للأمم المتحدة لشؤون اللاجئين والمنظمات غير الحكومية المعنية مقيدة لتلبية احتياجات السكان. مشكلة فريدة لقصة الأولاد الضائعين هي كيف تغيرت ديناميات العمر والبنية الأسرية للمخيمات مع تدفق الشباب. جاء الأولاد المفقودون إلى المخيمات بدون حراسة أو إشراف من الكبار. لقد طلبوا على الفور السكن والتعليم، مما غيّر تخصيص الموارد في المخيمات. مع وصول بعض الأولاد إلى المخيمات في عمر لا يتجاوز 6 أو 7 سنوات، أمضى العديد من الأولاد معظم طفولتهم ومراهقتهم في تربية في المخيمات. في نهاية المطاف، أدت التنشئة في مخيم للاجئين إلى تغيير كبير في تطورهم وقدرتهم على الاندماج في الحياة العادية.

## الوضع الحالي وإعادة التوطين
بين عامي 1992 و1996، قامت اليونيسف بإعادة لم شمل ما يقرب من 1200 من الصبيان الضائعين مع أسرهم. ومع ذلك، كان هناك حوالي 17.000 لا يزالون في المخيمات في جميع أنحاء إثيوبيا وكينيا حتى عام 1996. وقد شكل عدم قدرة هذه المخيمات على تحمل العدد السكاني الإضافي عبئًا واضحًا للمسؤولين الحكوميين.
في عام 2001، وكجزء من برنامج وضعته الحكومة الاتحادية للولايات المتحدة الولايات المتحدة والمفوضية السامية للأمم المتحدة لشؤون اللاجئين، تم إعادة توطين ما يقرب من 3800 فتى مفقود في الولايات المتحدة. قبل بدء هذا البرنامج، غادر حوالي 10.000 فتى مخيمات اللاجئين بحثًا عن فرص أخرى، مما جعلهم غير مؤهلين لبرنامج إعادة التوطين في الولايات المتحدة. تنتشر الآن في أكثر من 38 مدينة بما في ذلك المدن الكبرى مثل شيكاغو ودالاس وبوسطن وسياتل وأتلانتا. توقف بعد أحداث 11 سبتمبر لأسباب أمنية، وأعيد تشغيل البرنامج في عام 2004. اعتبارًا من عام 2006، يوجد أكبر عدد من اللاجئين السودانيين في الولايات المتحدة في أوماها، نبراسكا، التي تستضيف حوالي 7000 شخص. وقد ساعدت في عملية إعادة التوطين هذه العديد من وكالات إعادة التوطين، مثل الجمعيات الخيرية الكاثوليكية، والخدمات الاجتماعية اللوثرية، ولجنة الإنقاذ الدولية (IRC) ، ومنظمة الإغاثة العالمية، وغيرها من المنظمات المخصخصة. وقد تم إطلاق مجموعة متنوعة من البرامج لمساعدة هؤلاء النازحين في مجالات التعليم والمساعدة الطبية وإعادة التواصل مع العائلات في جنوب السودان وفي جهود إعادة البناء وتقديم المساعدات الإنسانية في جنوب السودان.
لم يتمكن العديد من الأطفال من وضعهم في نظام الكفالة نظرًا لأن العديد منهم تجاوز سن 18 عامًا. وهكذا، تم وضعهم في مجمعات سكنية مع بعضهم البعض على أمل أن يحافظوا على نوع الجو العائلي الذي تم عايشوه في كاكوما.
على الرغم من نية البرنامج تسهيل الاستيعاب، لا يزال العديد من الأولاد الضائعين يواجهون صعوبات في التكيف مع الحياة في الولايات المتحدة أو كندا أو أي من الدول الأوروبية التي عرضت إعادة توطين اللاجئين. إجهاد ما بعد الصدمة، والانفصال عن الأحباء، والعزلة الثقافية، والعنصرية والتمييز ضد اللاجئين جعل الاستيعاب صعبًا للغاية. ناقشت العديد من الدراسات حالة مشتركة بين الأولاد الضائعين من فقدان الغموض. يحدث هذا عندما يعاني شخص ما من فقدان أحد أفراد الأسرة دون إغلاق الموت، مما يسمح بالحزن والمضي قدمًا. علاوة على ذلك، وجدت دراسة أجريت في عام 2005 أن 20 ٪ من الأولاد الضائعين تحت سن 18 عامًا يعانون من أعراض اضطراب ما بعد الصدمة. جعلت إعادة التوطين في الولايات المتحدة من السهل على العديد من الأولاد الضائعين التواصل مع أفراد العائلة عبر التكنولوجيا الغربية. ومع ذلك، كان من الصعب في كثير من الأحيان لم الشمل إذا كان الأولاد بالفعل في الولايات المتحدة وظلت العائلات في المخيمات. يسمح جنوب السودان بالدخول المجاني إلى الأولاد والبنات الضائعين والشتات السوداني من جميع أنحاء العالم للعودة إلى وطنهم. ونتيجة لذلك، يعود الكثيرون الآن إلى جنوب السودان لدفعها إلى الأمام والمساعدة في إعادة بناء بلدهم الذي مزقته الحرب، وتقديم المساعدة الإنسانية والدعم.
في يناير 2011، صوت 99.47٪ من جنوب السودان للانفصال عن الشمال وأصبحوا دولة مستقلة. يشغل الآن بعض الفتيان والفتيات الأمريكيين السابقين مناصب في حكومة جنوب السودان الحالية.
على الرغم من أن هناك الكثير من الاهتمام الموجه نحو الأولاد الضائعين، إلا أن الروايات التاريخية الشائعة غالبًا ما تتجاهل نظرائهم، الفتيات الضائعات. حتى قبل الصراع، تجلى التفاوت بين الأولاد الضائعين والفتيات في الممارسات الثقافية لشعب الدينكا والنوير. أثر هذا التهميش بشكل كبير على تعافيهم واندماجهم بعد انتهاء الصراع في مخيمات اللاجئين وبرامج إعادة التوطين.
على عكس أجزاء أخرى من أفريقيا، كان يُنظر إلى النساء السودانيات على أنهن خاضعات للرجال في العائلات والقرى. قانون الأسرة يعطي الأفضلية باستمرار للرجال. ورث الأطفال الذكور ثروة والديهم بعد وفاتهم، ولذلك كان الآباء يرغبون بشدة في إنجاب أطفال ذكور، غالبًا على حساب رعاية الإناث. سمح للرجال بتعدد الزوجات، وكان من المتوقع تعدد الزوجات إذا لم يكن للأب أبناء من زوجاته الأخرى.
عندما وصل النزاع إلى المناطق الريفية في جنوب السودان، تأثرت النساء مثل الرجال، بطرق مختلفة فقط. كان الاغتصاب متفشياً خلال الهجمات على القرى حيث كان المهاجمون يستخدمون الاغتصاب كسلاح في الحرب. تم نقل النساء والأطفال الصغار (الفتيان والفتيات) إلى الشمال لبيعهم كعبيد. علاوة على ذلك، كثيراً ما تُجبر النساء والأطفال على الإكراه أو يُكرهون على ذلك. بمجرد تورط شخص في الاتجار، كان من الصعب للغاية على أفراد الأسرة نقلهم.
ولدى وصولهم إلى المخيمات في إثيوبيا، تم وضع الأولاد في مناطق مخصصة فقط للصبيان. ومع ذلك، وفقًا للثقافة السودانية، لا يمكن ترك الفتيات بمفردهن، لذلك تم وضعهن مع أفراد العائلة الناجين أو تم تبنيهم من قبل عائلات سودانية أخرى. على الرغم من أن ممارسات وضع الأسرة هذه وفرت الأمن للشابات، غالبًا ما تستغل العائلات الفتيات لتحميلهن العديد من المسؤوليات المنزلية. غالبًا ما منعت معوقات العمل المنزلي الفتيات والشابات من الالتحاق بالمدرسة أثناء وجودهن في المخيمات، وحتى عندما يُسمح لهن بالحضور، غالبًا ما أبقتهن أعمالهن المنزلية خلف زملائهن الذكور، الذين كان لديهم الوقت للدراسة. وبهذه الطريقة، مُنعت الفتيات من الحصول على تعليم جيد، مما زاد من ترسيخ عدم قدرتهن على إعالة أنفسهن. تعرضت العديد من الفتيات للاعتداء الجسدي و / أو الجنسي من قبل عائلاتهن المضيفة، واغتصبن من قبل لاجئين آخرين أثناء أنشطة مثل جلب الماء أو حصص الطعام، وأحيانًا حتى بيعهن كعرائس لتحقيق الربح. في كل من هذه الأمثلة، تم أخذ الفتيات فقط كربح أو منفعة محتملة للعائلة.
عندما بدأ برنامج إعادة التوطين في الولايات المتحدة في عام 1999، كان أحد المتطلبات هو أنه يجب أن يكون الأطفال يتامى. لأن هؤلاء الفتيات كانوا يعيشون في وحدة أسرية لمدة تتراوح بين 9 و14 عامًا، لم يعودوا يعتبرون أيتامًا، وبالتالي كانوا غير مؤهلين لبرنامج إعادة التوطين. ونتيجة لذلك، تمكن عدد قليل نسبيًا من الفتيات الضائعات من الاستفادة من برنامج إعادة التوطين في الولايات المتحدة. ومن بين 4.000 لاجئ سوداني تمت الموافقة عليهم في عام 2000، كانت 89 امرأة فقط.

## روابط خارجية
المنظمات غير الحكومية
- مؤسسة السودان للتنمية - SUDEF هي مؤسسة غير ربحية تعمل في جنوب السودان بالشراكة مع القرى الريفية لتحسين نوعية حياتهم. تأسست في عام 2007 في برلنغتون ، VT من قبل Lost Boys Abraham Awolich و Peter Keny ، نهجهم المجتمعي يعترف بالمرونة والمسؤولية المشتركة والالتزام المستمر اللازم لإنشاء مجتمعات صحية تعتمد على الذات وبناء سلام دائم.
- أمل السودان هو تحالف موحد لجميع المنظمات غير الربحية المؤكدة بقيادة سودانية في الولايات المتحدة والتي تشترك في مهمة مشتركة - لتوفير الأساس لمجتمعات مستقرة وتمكين إخواننا وأخواتنا السودانيين من تحويل قراهم اجتماعياً واقتصادياً.
- Wadeng Wings of Hope مؤسسة خيرية كندية - وكالة الإيرادات التي أسسها جاكوب دينغ ، واردة في الكتاب ، A Hare in the Elephant's Trunk . وتتمثل مهمتها في بناء غرف مدرسية لتحسين التعليم لجميع الأطفال في جنوب السودان.
- صندوق التعليم السوداني ، مؤسسة غير ربحية 501 (c) 3 تخدم اللاجئين من جنوب السودان في ماساتشوستس
- HELPSudan International ، أسسها Lost Boys الذين يعيشون في شيكاغو والذين عقدوا العزم على مجتمعات أفضل في جنوب السودان من خلال إنشاء المدارس وتوفير الموارد الصحية والمياه النظيفة
- مساعدة السودان [وصلة مكسورة] ، مؤسسة أسسها Lost Boy Awak Malith السابق ومكرسة لتحويل التعليم في جميع أنحاء جنوب السودان.
- مؤسسة جون داو (أيضًا مؤسسة جون داو السودان ) ، مؤسسة أسسها لوست بوي جون داو ومكرسة لتحويل الرعاية الصحية في جنوب السودان
- مؤسسة فالنتينو أتشاك دينغ
- التحالف للفتيان المفقودون
- الرابطة السودانية المفقودة للأولاد
- جمعية ايول لتنمية المجتمع
- حلم جبرائيل مؤسسة خيرية مكرسة لتأمين التعليم ورعاية الأسنان للفتيان الضائعين.
- مدرسة Pongborong الابتدائية - في عام 2004 ، أنشأ بيتر Magai Bul و ACDA مدرسة Pongborong الابتدائية ، التي كانت تخدم 300 طالب. بدعم من ACDA ، نمت المدرسة لتخدم ما يقرب من 800 طالب في الصفوف من الأول إلى السابع.
- مؤسسة رعاية قرية جنوب السودان - مؤسسة رعاية قرية جنوب السودان هي منظمة غير هادفة للربح تشكلت في روتشستر ، نيويورك ، أسسها Palath Thonchar ، واحدة من Lost Boys & Girls في جنوب السودان. تتمثل مهمتهم في بناء وصيانة عيادة طبية في قرية Palrieng في Palath.
- الأمل لأريانج ، مشروع الصبي الضائع جابرييل بول دينج لبناء مدرسة ابتدائية في منطقة بحر الغزال
- المياه للسودان ، أسسها لوست بوي سلفا دوت لتوفير المياه النظيفة لجنوب السودان
- منظمة الرعاية الصحية لجنوب السودان ، التي أسسها لوست بويز يعقوب عتيم ولوال اعوان ، لبناء عيادة في جنوب السودان
- 4 جنوب السودان ، أسسها الأولمبي الأمريكي ولوست بوي لوبيز لومونج لتلبية احتياجات شعب جنوب السودان من خلال تحسين الحصول على المياه النظيفة والرعاية الصحية والتعليم والتغذية

صور ومقالات
- رواية المصور الصحفي - صور نازحي السودان
- بين عالمين: رحلة شخصية ، صور فوتوغرافية لـ إيلي ريد للأولاد الضائعين في السودان
- قصص سودانية ، مشروع تاريخ شفوي يسجل رحلات الهجرة وتجارب الاستيطان للاجئين من جنوب السودان الذين يعيشون الآن في بلاكتاون ، غرب سيدني ، أستراليا
- «Lost Boys يجدون طريقهم في روتشستر» ، قصة عن Lost Boys الذين انتقلوا إلى الولايات المتحدة